# Emblema nacional de Corea del Norte
El emblema nacional de Corea del Norte, adoptado en septiembre de 1948, es un símbolo oficial de la República Popular Democrática de Corea.
El emblema, que forma un marco oval, lleva en su parte superior el Monte Paektu —considerado en Corea del Norte como un lugar sagrado—, y es coronado por una estrella roja de cinco puntas, en representación del Estado socialista. En el centro del emblema, una central hidroeléctrica con las espigas de arroz que pretende reflejar la fuerza de la industria y la agricultura del país, y la determinación del pueblo norcoreano por avanzar hacia el socialismo y el comunismo con una economía autosuficiente. El marco está delimitado por una cinta roja que lleva la inscripción Chosŏn Minjujuŭi Inmin Konghwaguk (República Popular Democrática de Corea) en caracteres Hangul.

## Galería

El emblema de la República Popular de Corea (1945-1946).
Reconstrucción del primer equivalente de un emblema publicado en Chōngro en 1946.
Símbolo del Comité Popular Provisional de Corea del Norte (1946)
El emblema definido por la constitución de 1948 pero usado solamente por dos meses.
El emblema utilizado desde la fundación de Corea del Norte hasta 1993 cuenta con una cordillera genérica.
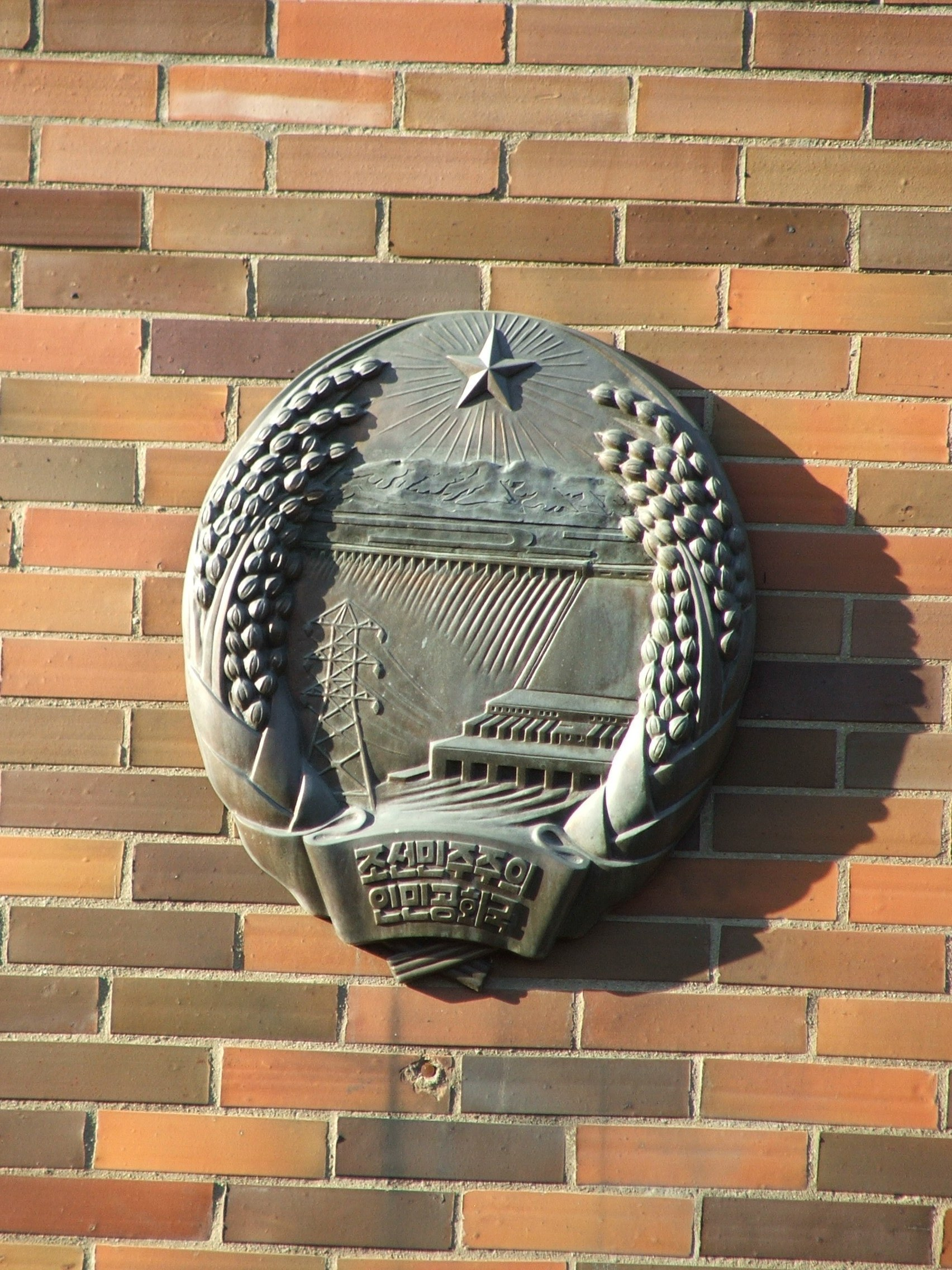
Emblema en la embajada norcoreana en Praga, República Checa.
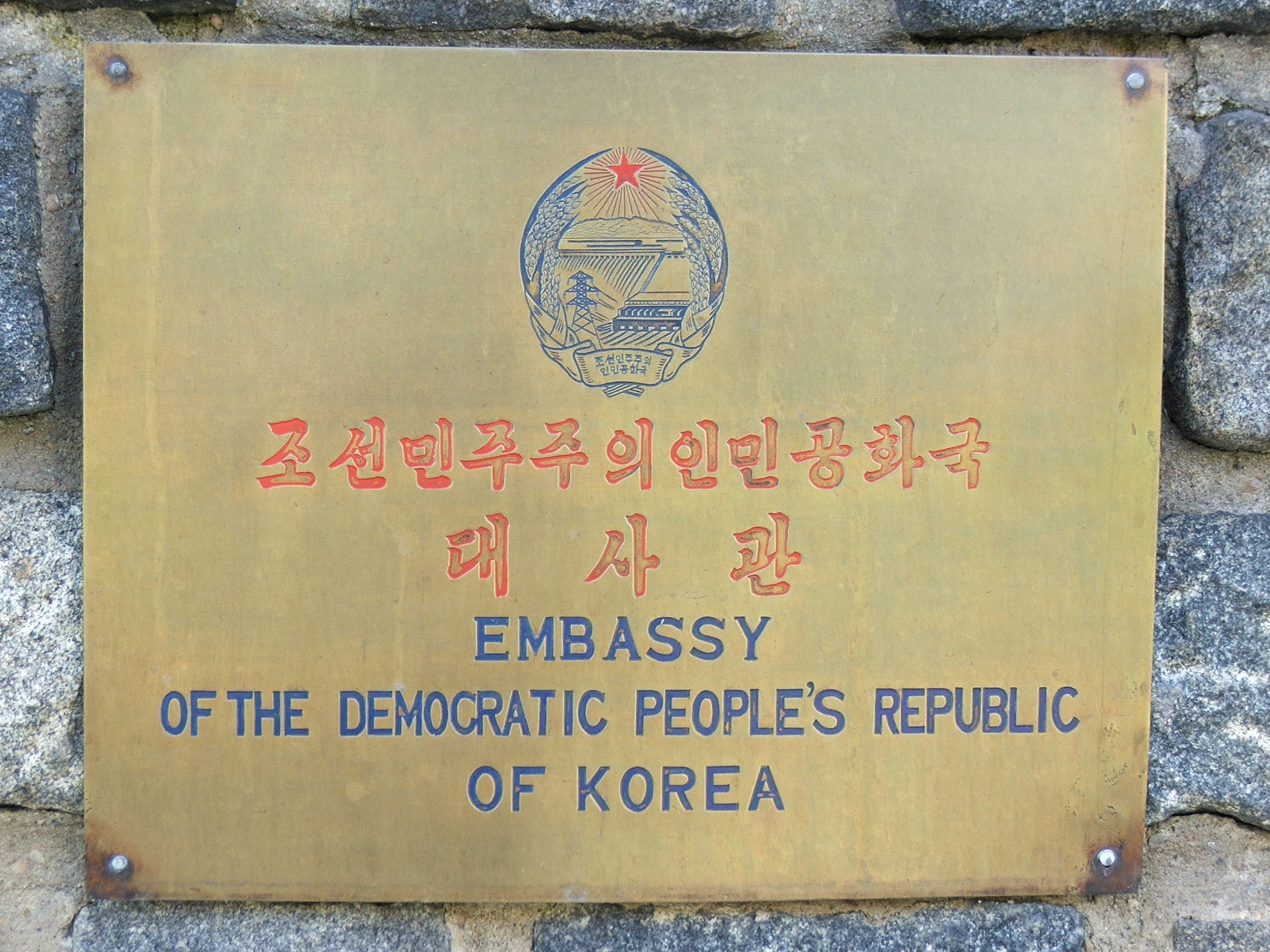
Emblema en la verja de la embajada norcoreana en Praga, República Checa.
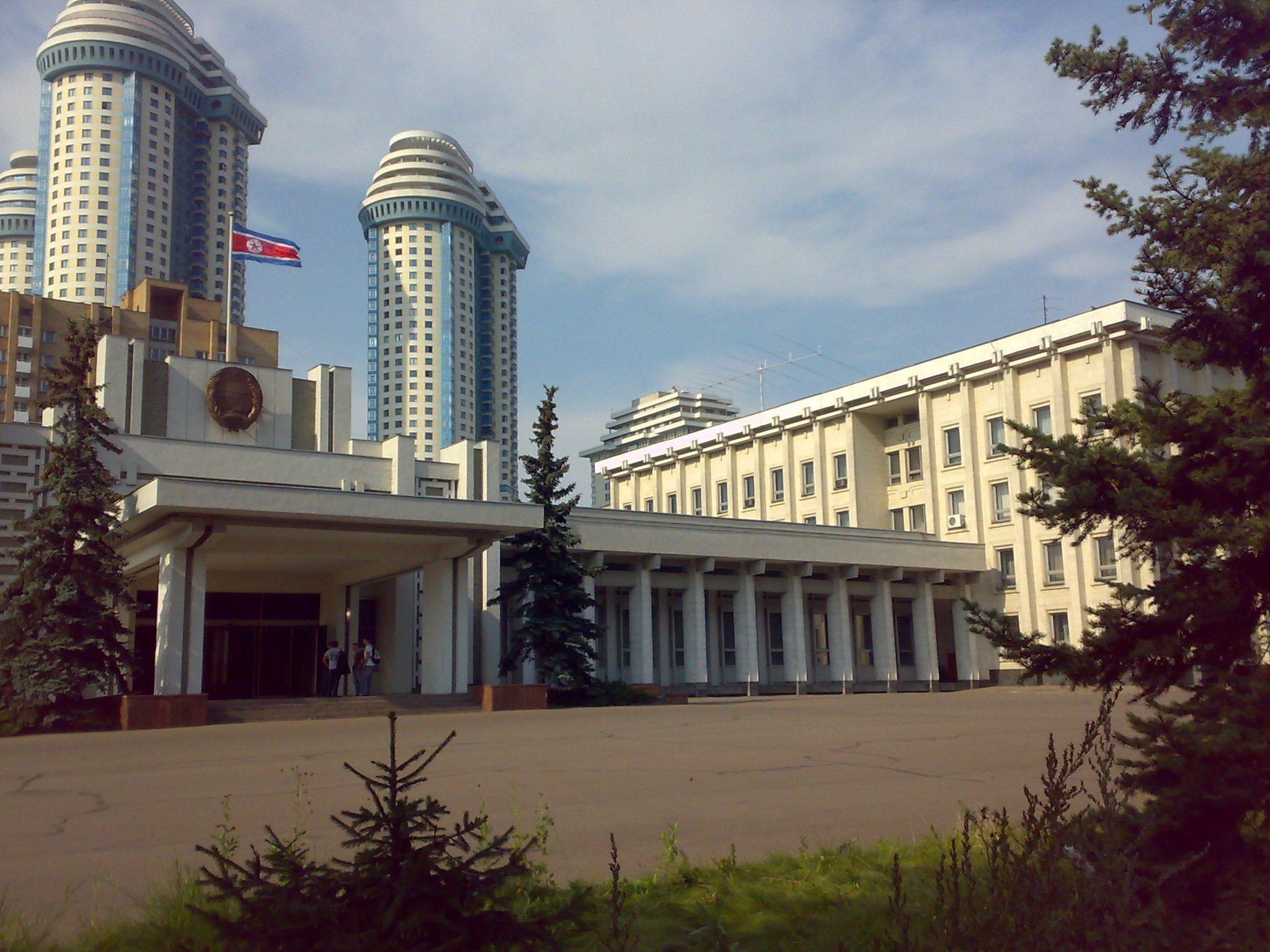
El emblema por encima de la entrada de la embajada norcoreana en Moscú.